# POiSON GiRL FRiEND
POiSON GiRL FRiEND (ポイズン・ガール・フレンド)は、日本の音楽ユニット・女性歌手。
1990年の活動開始初期には The Poison Girl Friend, Poison Girl Friendsとして、複数メンバーからなるユニットであったが、1991年末以降、一貫してnOrikOによるソロユニットであり、現在では一般にはそのnOrikOの別名として用いられている。本項目ではPOiSON GiRL FRiENDの名義によるものか否かにかかわらず、nOrikOを統合した形で記載する。ユニット名はモーマスのアルバム、"ポイズン・ボーイ・フレンド” から。

## 表記
英米のサイトでは Poison Girlfriend と表記されることがあるが、アルバム等公式資料ではPoison Girl Friend と3語で表記。また公式には、iのみ小文字を他を大文字とした POiSON GiRL FRiEND が用いられている。業界ではしばしばPGFの略記が用いられることがある。日本語ではカタカナ表記では「ポイズン・ガール・フレンド」と"・"(中黒)2つ。また人名についても nOrikOとOのみを大文字にする表記が公式のもの。ただしこれら表記のゆれに関しては公式、準公式の資料などでもそれほど厳密ではない。

## 来歴
- 1988年 シンガーソングライターとしてポリドール・レコードと契約[4]。
- 1989年 The POiSON GiRL FRiENDとしてライブ活動を開始。
- 1990年 六本木のParadisso、白金台のGiger Bar でアンビエントDJとして活動開始。
- 1991年 Poison Girl Friendsとして自主制作初アルバム「Poison Girl Friends」リリース(Psycho Planet Communicaitons)。この時のメンバーはnOrikO & 小雪結華。
- 初期のインディーズ時代の活動に参加/共演した藤本敦夫、橋本一子、斎藤ネコ、大津真、江藤直子、菊地成孔、西村雄介、白井嘉一郎、渡辺等、BABY TOKIOらのミュージシャンの多くとは現在に至るまでコラボレーションが続く。
- 1992年 ビクターエンタテインメント/エンドルフィンから「MELTING MOMENT」でメジャー・デビュー。同アルバムにはCMJK、斎藤ネコカルテット、大津真、磯貝健らが参加している。
- このころからクラブに依拠した活動も多く、川崎CLUB CITTA’で The Shamenのオープニングアクトに出演。Nobby uno、DJ WADA、Heigo Taniらと結成した音楽ユニットDark Eyed Kid名義では、Justin Robertsonや William OrbitがDJとして参加した西麻布のイエローのイベントで初ライブを行なった。William Orbitはキーボードでも参加。Cutemenのミニアルバムにゲスト参加。
- 1993年 日本コロムビアに移籍。モーマスのプロデュースによりロンドン録音で「Shyness」、ミニアルバム「Mr. Polyglot Remix」をリリース。同年、Dark Eyed Kid名義ではSpiralからダンス・ミュージック系「Angelic House」をリリース。
- 1994年 日本コロムビアから「Love me」をリリース。自らプロデュースを担当し東京でレコーディングすることで「前作であまりにも色濃かった"モーマス色”の払拭」を図る[5]。
- 1996年から自主レーベル・Psychoplanetに依拠して、NObby uNOとのダンス・ミュージック・ユニット・Kiss-O-Matic として「circularhythm(1996)」、「Sambanista! (1997)」「St. Angelique(1997)」をリリース。
- 2000年-2004年 フランス在住。ライブ活動の傍ら、コーディネート・CM音楽で活動。
- 2005年に帰国し、ライブやDJで主に活動。
- 2014年、POiSON GiRL FRiEND として20年ぶりのアルバム「rondoElectro」リリース。未発表旧作リマスタリング楽曲も含めてヲノサトル、大津真（Giulietta Machine）、サカエコーヘイ（COOOK）、高橋コウジ（タカハシテクトロニクス）、ハゼモトキヨシ（Sigh Society）、福間創（Soyuz Project）、ツキノワリョータ（リハビリ）、藤本敦夫、Picorin（ex Cutemen）、加藤みちあき、恒松正敏、西村雄介、宇野正展らが参加した[6]。
- 2018年、 エレクトロニクス系ミュージャンとの書下ろし新曲8曲と、PIL/Poptonesのカバー（CDのみ収録）を収録したアルバム「das Gift」をNekon Recordsからリリース。 DJ WADA、ハゼモトキヨシ（Sigh Society）、高橋コウジ（Palomatic）、Kohei Sakae、AE35、696SystemS、Moyuruが参加。
- 2023年、1993-1994発売の「Shyness」「Mr. Polyglot Remix」「Love me」3作からそれぞれ4,2,4曲をnOrikO自らコンパイルしたアルバム「exQuisxx」をアナログ盤はHMV record shop、配信は日本コロムビアからリリース。これには「Love me」からのシークレット・トラックが含まれている。

## ディスコグラフィー

### アルバム

#### POiSON GiRL FRiEND
- POiSON GiRLFRiENDS(Psycho Planet Communications, 1991)
- MELTING MOMENT(ビクターエンタテインメント、1992)
- Shyness(日本コロムビア、1993)
- Mr. Polyglot Remix(日本コロムビア、1993)
- LOVE ME (日本コロムビア、1994)
- rondoElectro (Psychoplanet, 2014)
- das Gift (Nekon Records, 2018)
- exQuisxx (HMV, 日本コロムビア、2023)

#### Dark Eyed Kid
- Angelic House (Spiral, 1993)

#### Kiss-O-Matic
- circularhythm(Psychoplanet, 1996)
- Sambanista! (Psychoplanet, 1997)
- St. Angelique(Psychoplanet, 1997)

#### Kiss-O-Matic Remix
- Tea 4 you (Track 4 me) from circularhythm Remixed by DJ WADA(Psychoplanet, 12inch Vinyl )
- Kiss-O-Matic / Make a Miracle(DJ SHINKAWA'SSSS Remix) from Sambanista by DJ SHINKAWA(Psychoplanet, 12inch Vinyl )

### 参加アルバム
- Hysteric Ball Room vol2 (Dark Eyed Kid名義、東芝EMI,1993)
- Les jours de vacances en Provence : (NORIKO名義、Portazul, 1994)
- Tribute to NEW WAVE (PGF名義、For the independent magazine “MEGABANK” 、1995)
- TASTE OF SWEET LOVE : Heidi 5 / おしえて(TRYCLE, 1997)
- Voice From Tokio (hoarfrost feat.nOrikO名義、Limited Records, 2000)
- Hub Compilation Album (Kaz Mashino feat. POiSON GiRL FRiEND, Nekon Records, 2016)